# Ela Anacona
Ela Anacona (n. 20 octombrie 2000, Buenos Aires, Argentina) este o sportivă ce a reprezentat Argentina. A participat la competiții asociate Jocurilor Olimpice în care a câștigat o medalie de bronz.